# 옐름섬

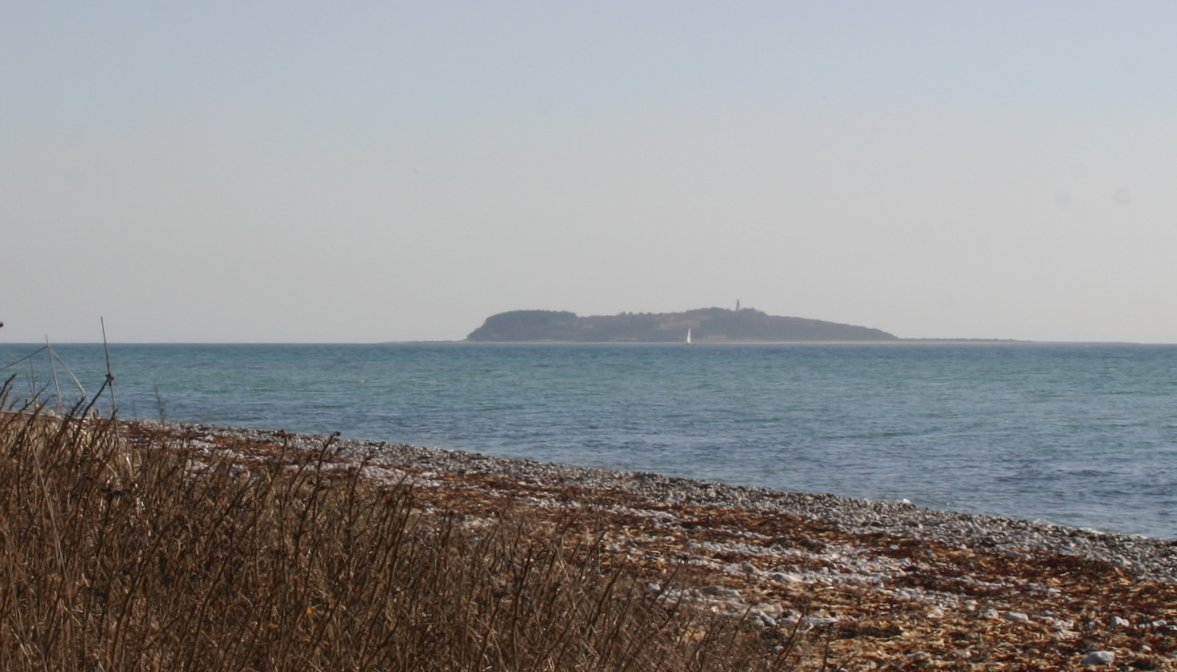
옐름섬

옐름섬(덴마크어: Hjelm)은 에벨토프트에서 남동쪽으로 10킬로미터 떨어진 카테가트 해협에 위치한 덴마크의 작은 무인도이다. 2009년, 이 섬은 몰스비에르게 국립공원에 포함되었다. 이 섬은 개인이 소유하고 있다. '옐름'이라는 이름은 영어로 헬멧(helmet)을 의미한다. 이 섬은 영어로 배의 키를 의미하는 Helm을 가리키기도 한다.

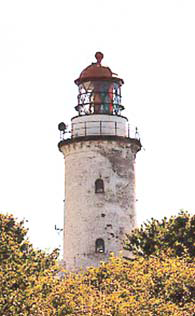
1856년에 건조된 등대